# M75
M75 (NGC 6864) е кълбовиден звезден куп, разположен по посока на съзвездието Стрелец. Открит е от Пиер Мешен през 1780.
M75 се намира на 67 500 св.г. от Земята, а линейният ̀и диаметър е 67 св.г. M75 е един от най-гъсто населените звездни купове. Светимостта му е над 180 000 слънчеви светимости.